# Blaise Yepmou
Blaise Yepmou est un boxeur camerounais né le 2 janvier 1985.

## Carrière
Sa carrière amateur est principalement marquée par un titre de champion d'Afrique remporté en 2011 à Yaoundé dans la catégorie super-lourds. Qualifié pour les Jeux olympiques de Londres en 2012, il est éliminé dès le premier tour par le marocain Mohamed Arjaoui.

## Palmarès

### Championnats d'Afrique de boxe amateur
- Médaille d'or en +91 kg en 2011 à Yaoundé, Cameroun

### Jeux du Commonwealth
- Médaille de bronze en +91 kg en 2010 à New Delhi, Inde

## Référence
1. ↑  (en) Résultats des Jeux olympiques 2012 (amateur-boxing.strefa.pl)